# Галеано, Эдуардо
Эдуа́рдо Угес Галеа́но (исп. Eduardo Hughes Galeano; 3 сентября 1940 — 13 апреля 2015) — уругвайский журналист, писатель и левый политический деятель.

## Биография
Родился в столице Уругвая Монтевидео в 1940 году. Среди его предков были британцы, испанцы, итальянцы, немцы.
В 13 лет начал писать политические комментарии для местной газеты. Позже работал редактором различных газет и журналов (в том числе журнала «Христианство и революция»), главным редактором газеты Университета Монтевидео и еженедельника «Marcha», а также директором ежедневника Época («Эпоха»).
После военного переворота бежал из страны, с 1973 по 1976 год жил в изгнании в Аргентине, где организовал и возглавил журнал Crisis. Однако затем и там установилась правая диктатура, и Галеано снова стал политическим эмигрантом. До 1984 года жил в Испании, после чего вернулся на родину.
Автор десятков книг, переведенных на 20 языков мира, множества эссе.
На выборах в Уругвае поддерживал левый Широкий фронт. 26 января 2006 г., вместе с Габриэлем Гарсиа Маркесом, Фрейем Бетто, Пабло Миланесом, Эрнесто Сабато и другими известными деятелями культуры, Галеано выступил с требованием о предоставлении независимости Пуэрто-Рико.
13 апреля 2015 года скончался в Монтевидео от рака лёгких.

## Публикации
- Los días siguientes (1963)
- China (1964)
- Guatemala, país ocupado (1967)
- Reportajes (1967)
- Los fantasmas del día del león y otros relatos (1967)
- Su majestad el fútbol (1968)
- ¡Manos arriba!
- Las venas abiertas de América Latina (1971)
- Siete imágenes de Bolivia (1971)
- Violencia y enajenación (1971)
- Crónicas latinoamericanas (1972)
- Vagamundo (1973)
- La canción de nosotros (1975)
- Conversaciones con Raimón (1977)
- Días y noches de amor y de guerra (1978)
- La piedra arde (1980)
- Voces de nuestro tiempo (1981)
- Memoria del fuego (1982—1986)
- Aventuras de los jóvenes dioses (1984)
- Ventana sobre Sandino (1985)
- Contraseña (1985)
- La encrucijada de la biodiversidad colombiana (1986)
- El descubrimiento de América que todavía no fue y otros escritos (1986)
- El tigre azul y otros artículos (1988)
- Entrevistas y artículos (1962—1987) (1988)
- El libro de los abrazos (1989)
- Nosotros decimos no (1989)
- América Latina para entenderte mejor (1990)
- Palabras: antología personal (1990)
- Ser como ellos y otros artículos (1992)
- Amares (1993)
- Las palabras andantes (1993)
- Úselo y tírelo (1994)
- El fútbol a sol y sombra (1995)
- Patas arriba: Escuela del mundo al revés (1998)
- Bocas del Tiempo (2004)
- Carta al señor futuro (2007)
- Espejos. Una historia casi universal (2008)

## Награды и премии
- 1975 — Премия «Дом Америк»
- 1978 — Премия «Дом Америк»
- 1992 — Номинировался на Нейштадтскую литературную премию
- 2002 — Номинировался на Нейштадтскую литературную премию
- 2011 — Премия «Дом Америк»
- 2011 — Почётный доктор наук (Национальный университет Куйо, Аргентина)